# Platythomisus
Platythomisus là một chi nhện trong họ Thomisidae.